# Christian Friedrich Michaelis (Mediziner, 1727)

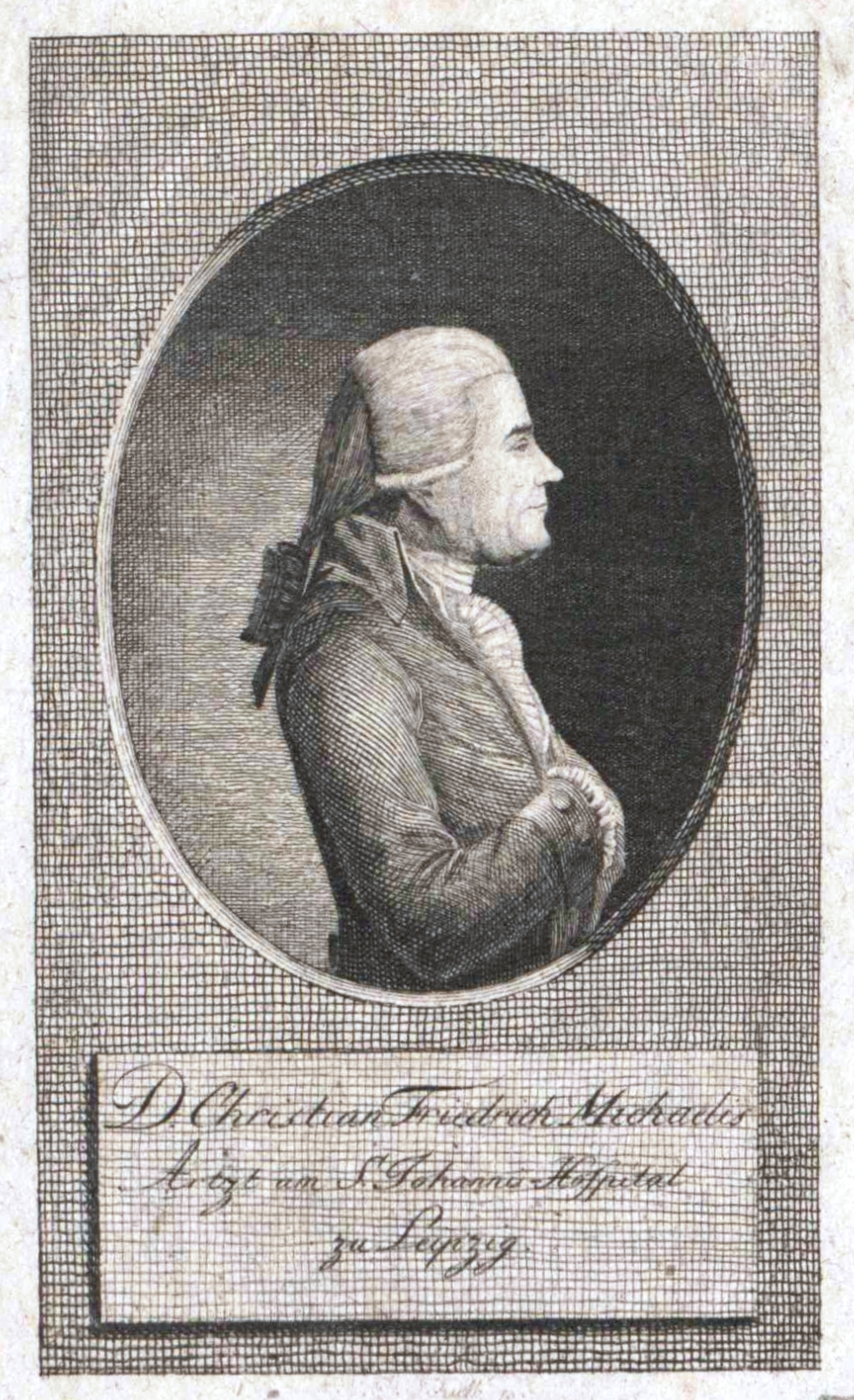
Christian Friedrich Michaelis 1727–1804

Christian Friedrich Michaelis (* 18. Mai 1727 in Zittau; † 29. August 1804 in Leipzig) war ein deutscher Arzt.

## Leben
Christian Friedrich Michaelis erlernte zunächst den Beruf seines Vaters und wurde Buchbinder. Ab 1751 studierte er Medizin in Leipzig, Straßburg und Paris und er schloss dieses Studium 1756 in Leipzig mit der Dissertation De orificii uteri cura clinica atque forensi ab. Nach der Schlacht bei Roßbach war er in dem auf der Pleißenburg für verwundete Franzosen angelegten Spital unter Christian Andreas Cothenius und Johann Ulrich von Bilguer tätig, wurde nach dem Siebenjährigen Krieg zum Arzt der Thomasschule und 1782 zum Arzt des Johannishospitals ernannt. Sein Hauptverdienst hat er durch die Übersetzung von über 50 medizinischen Schriften aus dem Englischen und Französischen erworben.

## Schriften (Auswahl)

### Anonym – C. F. Michaelis zugeschrieben
- Schaden und Misbrauch der Klystiere. Ein Gegenstück zu des Herrn Leibarzt Kämpf’s Abhandlung für Aerzte und Kranke durch eine neue Methode die hartnäckigsten Krankheiten des Unterleibes, besonders die Hypochondrie sicher und gründlich zu heilen, reiflich erwogen von einem praktischen Arzte. Friedrich Gotthold Jacobäer, Leipzig 1789 (Digitalisat)

### Übersetzungen
- Zusätze zu den Versuchen über das Verdauungs=Geschäfte des Menschen und verschiedener Thierarten von den Herren Spallanzani und Senebier… Dykische Buchhandlung, Leipzig 1785 (Digitalisat)
- Bryan Janson Bromwich’s geübter Bienenwärter … Christian Gottlieb Hielscher, Leipzig 1785 (Digitalisat)
- Wilhelm Witherings Abhandlung vom roten Fingerhut und dessen Anwendung in der praktischen Heilkunde vorzüglich bei der Wassersucht und einigen anderen Krankheiten. J. G. Müller, Leipzig 1786 (Digitalisat)
- Thomas Wither’s … Abhandlung von der Engbrüstigkeit und den Heilkräften der Zinkblumen … Johann Friedrich Junius, Leipzig 1787 (Digitalisat)
- R(obert). Hamilton’s … Bemerkungen über die Mittel wider den Biß toller Hunde … Joh. Phil. Haugs Witwe, Leipzig 1787 (Digitalisat)
- William Dease’s … Bemerkungen über die Entbindungskunst in langwierigen und schweren Geburten … Johann David Schöps, Zitta und Leipzig 1788 (Digitalisat)
- Jacob Makkitrik Adair’s … physiologische und diätetische Schriften. Johann David Schöps, Zittau und Leipzig, Teil I (1788) (Digitalisat)Teil II (1791), (Digitalisat)
- William Nisbet’s … Abhandlung über die Lustseuche. Caspar Fritsch, Leipzig 1789 (Digitalisat)
- (William Turnbull). Ursprung und Alter der Lustseuche und ihre Einführung und Verbreitung auf den Inseln der Südsee nebst einer kurzen Übersicht der ältesten und neuesten Heilarten dieser Krankheit. Johann David Schöps, Zittau und Leipzig 1789 (Digitalisat)
- (Murray Forbes). Abhandlung über den Stein und die Gicht … Johann David Schöps, Zittau und Leipzig 1789 (Digitalisat)
- William Perfect’s … auserlesene Fälle von verschiedenen Arten des Wahnsinns nebst ihren Heilarten … Christian Gottlob Hilscher, Leipzig 1789 (Digitalisat)
- William Rowley’s … Abhandlung über die bösartige Halsentzündung oder faulende Bräune… Johann Friedrich Korn, Breslau 1789 (Digitalisat)
- Johann Anderson’s … Heilkundige Bemerkungen über die natürliche, freywillige und durch Kunst erregte Ausleerung im menschlichen Körper. Johann Friedrich Korn, Breslau 1789 (Digitalisat)
- Diätetik vorzüglich für Studierende vom Pater Feijoo … nebst den aus vieljähriger Erfahrung gezogenen Gesundheitsregeln Dr. John Fothergill’s und dessen diätetischen Bemerkungen über den idiopathischen fixen Kopfschmerz. Johann David Schöps, Zittau und Leipzig 1790 (Digitalisat)
- William Rowley’s … praktische Abhandlung über die Frauenzimmerkrankheiten, Nervenzufälle, das hysterische und hypochondrische Uebel, den Schlagfluß und die Lähmung, den Wahnsinn und Selbstmord … Johann Friedrich Korn, Breslau 1790 (Digitalisat)
- D. Silvester Mahon’s Arzt für das schöne Geschlecht. Johann Friedrich Junius, Leipzig 1790 (Digitalisat)
- John Howard’s … praktische Bemerkungen über die Lustseuche. Johann Friedrich Junius, Leipzig Teil I (1790) (Digitalisat) Teil II (1789) (Digitalisat)
- Karl Kite … über die Wiederherstellung scheinbar todter Menschen und die Erhaltung der aus verstorbenen Müttern lebendig genommenen Kinder. J. G. Büschels Witwe, Leipzig 1790 (Digitalisat)
- Dr. Edmund Goodwyn’s erfahrungsmäßige Untersuchung der Wirkungen des Ertrinkens, Erdrosselns und durch schädliche Luftarten erfolgten Erstickens nebst wirksamsten Mitteln Scheintodte wieder herzustellen. J. G. Büschels Witwe, Leipzig 1790 (Digitalisat)
- (Robert Couper). Betrachtungen über die Schwängerung und über verschiedene Systeme der Erzeugung. Johann David Schöps, Zitta und Leipzig 1791 (Digitalisat)
- Georg Fordyce’s … neue Untersuchungen des Verdauungsgeschäftes der Nahrungsmittel. Johann David Schöps, Zitta und Leipzig 1793 (Digitalisat)
- Carl Wilhelm Quin’s … Abhandlung über die Gehirnwassersucht … nebst Bemerkungen über den Gebrauch und die Wirkungen des rothen Fingerhuts in verschiedenen Arten der Wassersucht. Caspar Fritsch, Leipzig 1792 (Digitalisat)
- William Osborn’s … Versuche über die Geburtshülfe in natürlichen und schweren Geburten … David Siegert, Liegnitz 1794 (Digitalisat)
- Joseph Townsend’s Anweisung für angehende Ärzte zu einer vernunftmäßigen und nach Cullen’s Nosologie eingerichteten Medizinischen Praxis. Friedrich Gotthelf Baumgärtner, Leipzig Teil I (1796) (Digitalisat)
- Benjamin Rush‘s … neue medicinische Untersuchungen und Beobachtungen. Raspe, Nürnberg 1797 (Digitalisat)
- George Fordyce’s … praktische Abhandlungen über das Fieber. Johann David Schöps, Leipzig Teil I (1797) (Digitalisat), Teil II (1799) (Digitalisat)
- D. George Fordyces … Anfangsgründe der theoretischen und praktischen Arzneiwissenschaft. Wilhelm Gottlieb Korn, Breslau 1797 (Digitalisat)
- William Cruikschank’s Abhandlung über die unmerkliche Ausdünstung und ihre Verwandtschaft mit dem Athemholen. Reinicke und Hinrichs, Leipzig 1798 (Digitalisat)
- James Currie … über die Wirkungen des kalten und warmen Wassers als eines Heilmittels… C. G. Weigel, Leipzig Teil I (1801) (Digitalisat), Teil II (1807) (Digitalisat)